# Mount VX-6
MontVan VX-6 är ett berg i Antarktis. Det ligger i Östantarktis. Nya Zeeland gör anspråk på området. Toppen på MontVan VX-6 är 2 185 meter över havet.
Terrängen runt MontVan VX-6 är kuperad åt nordost, men åt sydväst är den platt. MontVan VX-6 är den högsta punkten i trakten. Trakten är obefolkad. Det finns inga samhällen i närheten.